# 맑음

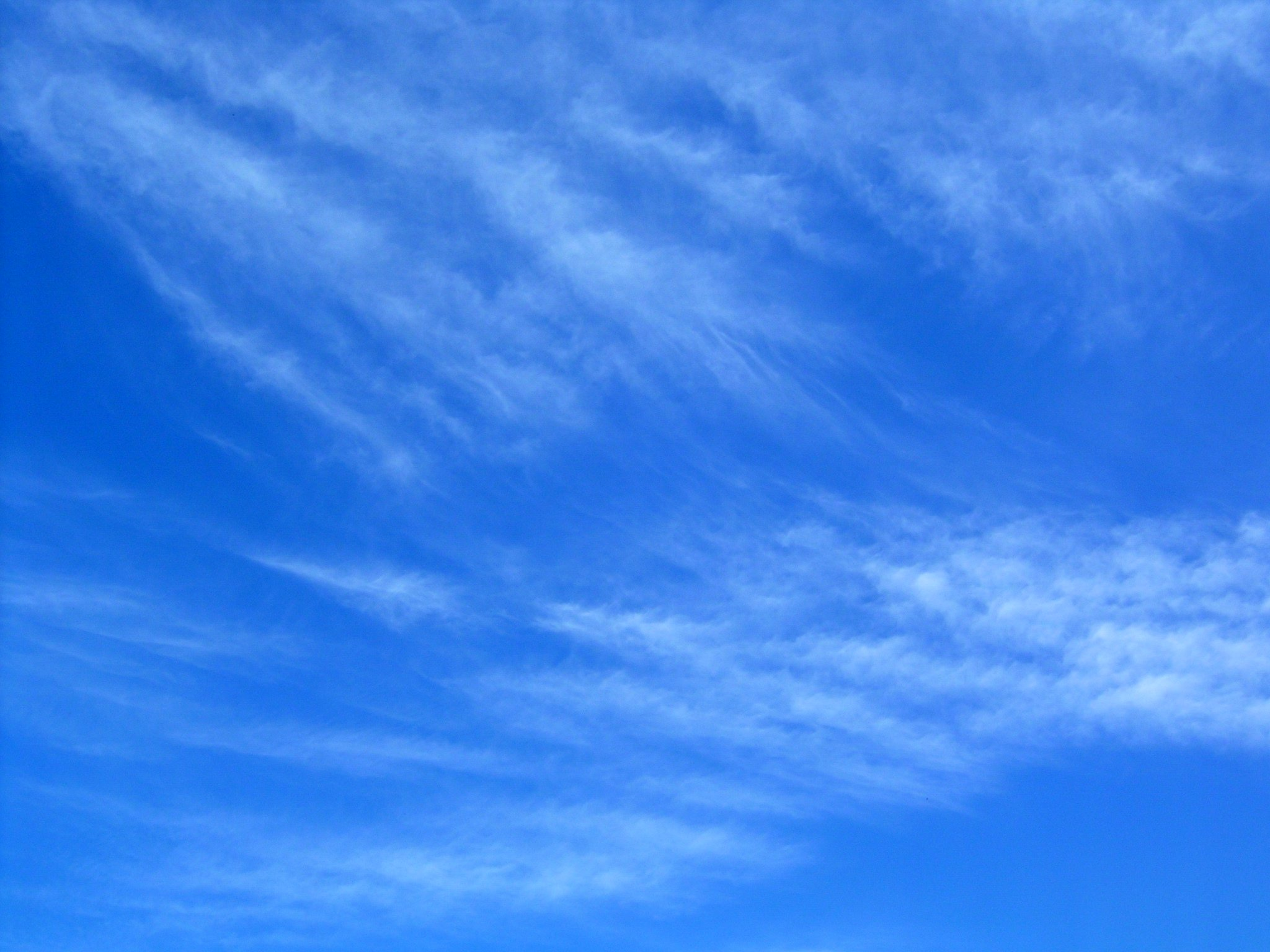
맑은 하늘

맑음은 하늘의 기상 상태 중 하나이다. 기본적으로 구름이 거의 없거나 전혀 없는 빈 상태를 가리킨다. 쾌청(快晴), 화창(和暢) 등의 단어도 사용될 수 있다.
지구에게 있어서 맑은 하늘은 청천(晴天)이며, 인간에게 있어서 가시 광선의 색상에 따라 푸른 하늘 등으로도 불린다. 그러나, 화성과 같은 지구 외의 천체에서는 맑은 하늘은 푸른 색이 아닐 수도 있다. 지구의 맑은 하늘을 푸른 하늘이라고 하는 것은 인간의 감각이며, 동물의 종류마다 감지하는 색깔은 다를 수 있다.
학문적인 개념으로는 하늘 전체에 구름이 차지하는 비율, 즉 구름이 20% 이상 80% 이하의 상태를 말한다. 구름의 비율이 90% 이상인 경우는 흐림으로 표현된다.